# Завичајни музеј у Јошаници
Завичајни музеј у Јошаници се налази у црквеној порти, поред цркве Светог Димитрија и цркве Успења Пресвете Богородице из 14. века.
Зграда у којој је смештен музеј је некадашњи црквени конак, који потиче из 19. века. Музеј поседује експонате из области историје и етнологије и под заштитом је државе.